# Ronald Vietz
Ronald Vietz (* 1976 in Ost-Berlin) ist ein deutscher Filmregisseur, Drehbuchautor und Filmproduzent.

## Leben
Ronald Vietz wurde 1976 in Ost-Berlin geboren und ist in der Berliner Friedrichstraße aufgewachsen. In den 1990er Jahren, während seiner Ausbildung zum Heizungsmonteur, entdeckte Ronald Vietz die gleichzeitig entstehende Techno- und Clubszene Berlins und wurde Teil davon. Von 1998 bis 2001 produzierte er bei der Berliner Musik-Clip-Produktion Blow Film Musikvideos. Danach, von 2001 bis 2002 lebte Ronald Vietz in Los Angeles, West Hollywood. Dort produziere er ebenfalls Werbespots und Musikvideos.
2010 gründete er für die Produktion des Dokumentarfilms This Ain’t California zusammen mit Michael Schöbel die Firma Wildfremd Production GmbH. Nach dem Tod seines Geschäftspartners und Freundes Michael Schöbel 2015 führt er die Firma Wildfremd Production GmbH (heute: Neue Heimat Filmproduktion GmbH) alleine weiter. 2012 wurde This Ain’t California im Rahmen der Internationalen Filmfestspiele Berlin (Berlinale 2012) erstmalig dem Publikum zugänglich gemacht und dort als bester Film in der Kategorie Perspektive Deutsches Kino ausgezeichnet.
Zwischen 2014 und 2017 startete Vietz mit seiner Produktionsfirma Mutter&Vater neben der Musikvideoproduktion zusätzlich mit der Produktion von Werbefilmen. In dieser Zeit verbrachte Ronald Vietz mehrere Monate auf Kuba, wo die Grundlagen des Drehbuchs für seinen Spielfilm Ernesto’s Island entstanden. Von 2019 bis 2021 produzierte Ronald Vietz den Roadmovie über die Suche nach Heimat mit Max Riemelt in der Hauptrolle. Der Film führt zu einer kubanischen Insel, die Fidel Castro einst der DDR schenkte und die wohl noch heute den Ostdeutschen gehört. Ähnlich wie This Ain’t California lässt er die Grenzen zwischen Fiktion und Dokumentation verschwimmen. Der Film entstand wieder in Zusammenarbeit mit ARTE/RBB und dem Medienboard und zum zweiten Mal aus der Feder von Ira Wedel. Er wurde 2022 beim Festival des Deutschen Films in drei Kategorien nominiert.

## Filmografie (Auswahl)
- 2007: Am Limit (Produzent)
- 2012: This Ain’t California (Produzent)
- 2022: Ernesto’s Island (Regie, Drehbuch, Produzent)